# Квадратичне зростання
У математиці кажуть, що функція або послідовність виявляють квадратичне зростання, якщо її значення пропорційні квадрату аргументу функції або порядковому номеру члена послідовності. Часто термін «квадратичне зростання» означає загальніше «квадратичне зростання в границі», коли аргумент функції або порядковий номер члена послідовності прямує нескінченності — у нотації великого Тета, {\displaystyle f(x)=\Theta (x^{2})}. Це можна визначити як неперервно (для дійснозначної функції дійсної змінної), так і дискретно (для послідовності дійсних чисел, тобто дійснозначної функції цілої або натуральної змінної).

## Приклади
Прикладами квадратичного зростання є:
- будь-який квадратний многочлен;
- деякі послідовності цілих чисел, наприклад трикутні числа. Значення {\displaystyle n}-го трикутного числа {\displaystyle n(n+1)/2}, що приблизно дорівнює {\displaystyle n^{2}/2}.

Для дійснозначної функції дійсної змінної квадратичне зростання еквівалентне тому, що її друга похідна є сталою (тобто третя похідна дорівнює нулю), і, отже, функції з квадратичним зростанням є точно квадратними многочленами, оскільки вони є ядром оператора третьої похідної {\displaystyle D^{3}}. Подібно, для послідовності (дійснозначної функції цілої або натуральної змінної) квадратичне зростання еквівалентне тому, що друга скінченна різниця є сталою (третя скінченна різниця дорівнює нулю), і, отже, послідовність із квадратичним зростанням також є квадратним многочленом. Дійсно, цілочисельна послідовність із квадратичним зростанням є многочленом із цілими значеннями нульового, першого та другого біноміальних коефіцієнтів. Коефіцієнти можна визначити, взявши многочлен Тейлора (для неперервного) або многочлен Ньютона (для дискретного).
Приклади алгоритмів:
- Час, якого в найгіршому випадку потребують деякі алгоритми, такі як сортування включенням, як функція довжини вхідних даних.[3]
- Кількість живих клітин у шаблонах клітинних автоматів, що заповнюють простір, наприклад, розмножувача, як функція кількості кроків моделювання.[4]
- Закон Меткалфа, згідно з яким вартість комунікаційної мережі зростає квадратично залежно від кількості користувачів.[5]